# Kmetske slike
Kmetske slike so zbirka črtic in novel Janka Kersnika. Kersnik je besedila objavljal med letoma 1882 in 1891 v časniku Ljubljanski zvon.
Kmetske slike so pravzaprav slike, ki prikazujejo življenje kmetov v tistih časih, ko so kmetje imeli zelo trdo, surovo in predvsem revno življenje. Za ta izbor zgodb in tudi za njihov skupni naslov se je prvi odločil Ivan Prijatelj  v četrtem zvezku Kersnikovih Zbranih spisov leta 1905. Kmetske slike zajemajo osem zgodb: Ponkrčev oča, Rojenica, V zemljiški knjigi, Mačkova očeta, Mohoričev Tone, Otroški dohtar, Kmetska smrt in Mamon.
V drobnih slikah je prikazal kmetov trdi boj za obstanek, njegovo zadolževanje in pravdarsko strast, njegove nespametne ženitve zaradi grunta. Iz njih spoznamo, kako se poraja iz bede in lakote zagrizeno sovraštvo med očetom in sinom (Mačkova očeta), kako zelo je kmet navezan na zemljo in kako naraven pojav mu je smrt (Kmetska smrt), kako brezsrčni so otroški varuhi, ki jim ni mar za ljubezen, temveč ob porokah upoštevajo samo bogastvo (Otroški dohtar) in kako kmet svoja čustva podreja koristim zemlje (Mohoričev Tone).

## Vplivi
Na zamisel povesti iz kmečkega okolja je prišel Kersnik najbrž po Tavčarjevem zgledu, ki je svoje Slike z loškega pogorja objavljal od leta 1876 naprej. Pozneje se je tej spodbudi pridružil še vpliv Turgenjeva iz Lovčevih zapiskov. Kmetske slike se ukvarjajo  z usodami in liki kmečkih ljudi tedanjega časa. V ciklu je opaziti razvoj od Tavčarjevega tipa kmečke novele do zvrsti, ki je za Kersnika značilna.

## Snov
Snov za Kmetske slike je Kersnik črpal iz svojega domačega okolja, iz pokrajine v okolici Brda pri Lukovici, blizu Ljubljane. Kmečke ljudi je Kersnik poznal iz svoje bližine, vsak dan jih je lahko opazoval pri delu na polju in doma, z njimi se je ukvarjal v svoji pisarni, ko so prihajali po nasvete ali pa se borili za svoj prav. To je postalo motiv in snov za njegovo kratko prozo. Podobno kot Ivan Tavčar, je večino ljudi, ki je uporabil za osrednje like zgodb, posnel po resničnih osebah. Literarni zgodovinarji so kasneje poskušali ugotoviti po kateri resnični osebi je kateri pripovedni lik posnet. Pri tem jim je v veliki meri pomagal pisateljev sin, Anton Kersnik. V besedilih prevladujejo motivi nezakonskih otrok, družinskih prepirov, dediščine, tragične usode mladih in smrti starejših kmetov. Kersnik opisuje tipične predstavnike kmečkega okolja, kjer vladajo trdni biološki in socialni zakoni. Kmečke ljudi prikazuje objektivno, a s čustvenimi podtoni.

## Slog
V okviru slovenske proze 19. stoletja pomenijo Kersnikove Kmetske slike premik iz tradicionalne vaške ali domačijske povesti romantično realističnega tipa v »moderno« obravnavo kmečke snovi.  Po večini spadajo med drobno realistično prozo, ki se je v Evropi uveljavila sredi 19. stoletja. 
Kersnikov prispevek k razvoju našega realizma je pomemben, saj je v realistično prikazovanje sodobnega življenja na podeželju vpletel tudi družbenokritično noto. Kmetstvo za Kersnika ni več reprezentativen slovenski družbeni stan, vanj je posegel z moralno-kritičnim prijemom. Tako je ugotovil, da je kmečki svet prav tako družbeno in moralno razrvan, kot katerikoli drugi. Resničnost slovenskega kmeta se je razkrila kot tragična in problematična. 
Ker je pisal o svojem času in o ljudeh iz neposredne okolice družbenokritično, si je nakopal precej očitkov in zamer, enkrat s strani duhovščine in učiteljskih vrst, drugič s strani sodnikov, tretjič zdravnikov ali davkarjev. Vendar se pisatelj nanje ni dosti oziral. Vseeno se je trudil slikati le resnico in risati človeka v njegovem dejanju in življenju.

## Slika
Prvi je črtice zbral in jih združil v cikel z naslovom Kmetske slike Ivan Prijatelj leta 1905 v četrtem zvezku Kersnikovih Zbranih spisov. Pri tem se je oprl na njihovo snovno sorodnost in oblikovno zgrajenost. Z izrazom slika je hotel najbrž poudariti, kako zelo so zgodbe zajete iz resničnosti in kako živo se v njih odraža pisateljev realistični slog. V tem pogledu jih je označil kar se da dobro in v slovenski literarni zgodovini ustalil ta pojem. Kersnik sam jim dolgo ni mogel najti primernega naziva. Od leta 1881, ko je pripravljal Ponkrčevega očeta, pa do leta 1886, ko je zasnoval Mohoričevega Toneta, je v pismih Levcu nihal med izrazi »kratka povest«, »majhna povest«, »majhna noveleta« in »povestica«. 24. junija 1887 pa je sporočil prijatelju v Ljubljano: »Ako hočeš, napravi notico (v Ljubljanskem Zvonu), da s 1. avgustom končam Testament, da bom pa v prihodnjih številkah priobčil par kratkih prizorov ali slik ali kakor jih uže hočeš imenovati.« In v resnici je do takrat objavljal svoje črtice brez posebne oznake, šele leta 1889 pa je Kmetsko smrt opremil s podnaslovom Slika.

## Vsebina

### Ponkrčev oča
- Vsebina

Pod Kompoljskim gradom je bil dober kraj za lov. Grajski učitelj je bil lep, mlad in odličen lovec. Na gradu ni bil veliko časa in ni nameraval ostati dolgo, ker je nameraval iti nadaljevati študij. V kraju, kjer je poučeval, mu je bil dolgčas, edina zabava mu je bil lov. Nekega dne je med lovom šla mimo kmečka deklica, ki si jo je učitelj ogledal in ogovoril. Izvedel je, da je Tolstovršnikova Urška. V njej je videl možnost zabave v hribih, zato je ob večerih hodil k njej. 
```
odselili v mesto in učitelj je šel z njimi. Urška je med njunimi srečanji zanosila in rodila sina, ki ga je župnik krstil Ponkrèc. Kmalu za tem je zbolela in umrla. Čez 30 let je na materinem domu gospodaril Ponkrèc. Nekega večera se je k njemu zatekel star moški, ki je povedal, da je Ponkrčev oče. Ponkrèc mu je dal posteljo v hiši, proti jutru je umrl. Sin mu je oskrbel in plačal pogreb, plačal pa je tudi mašo za mater in očeta.
```

- Interpretacija

Ponkrčev oča vsebuje veliko lastnosti tradicionalne vaške povesti, kakršno je v slovensko književnost vidneje uvedel Josip Jurčič. Dogajanje med grajskim in preprostim kmečkim človekom je postavljeno v odmaknjen podeželski svet, njun stik pa je ujet v zgodbo ljubezenskega srečanja, ki se tragično zaplete, postane usodno in pogubno. Na koncu usoda sama kaznuje človekove prestopke, saj storjenemu zlu sledi kazen, dobroti pa plačilo.
Zgodba utrjene literarne tradicije  ne prerašča, vendar se znotraj tega literarnega obrazca uveljavi vrsta novih pisateljskih prijemov:
•	kratek zunanji obseg zgodbe, kljub veliki notranji razsežnosti (30 let), izlušči le pomembnejše izseke: igrivi začetek, tragični zaplet in katastrofalni konec
•	neprizadet, skrajno zadržan, na prvi pogled docela trezen odnos do snovi
•	drobna, skorajda neznatna zunanja dejstva, v katerih skuša ujeti neko globljo, psihološko pomembno in bistveno vsebino stvari in s katerimi se karakterizacija prvič odmika od velikih zunanjih dejanj in dramatsko zarisanih prizorov.
- Nastanek slike in prva objava

Slika je prvič izšla v Ljubljanskem zvonu leta 1882. Iz podatkov, ki nam jih nudi korespondenca med avtorjem in urednikom Ljubljanskega zvona ugotovimo, da je slednji  spremenil  naslov slike v Ponkrčev oča, prvotni se mu namreč ni zdel dober (»Ein unmӧglicher Titel!«). Prvotni naslov ni znan. Prav tako ne vemo, kako je črtica nastala. Po mnenju pisateljevega sina Antona je verjetno tudi tu »kakor večinoma v vseh slikah nekaj resničnega ozadja«, toda dogodka se ne spomni.
Okolje v sliki pa je resnično. Zgodba se plete v bližini Brda pri Lukovici, v trikotniku Kompolje-Koreno-Krašnja. Blizu Kompoljskega hriba proti vasi Koreno, je nekoč stala na spodnjem koncu doline na samoti Tolstovršnikova hiša. Svet pod hribom »v zatišju dveh majhnih dolin«, kamor so se jesenskega jutra namenili lovski čuvaji po divjačino, »razpotje vrhu klanca«, kjer je stal grajski učitelj in čakal zajca, vse je opisano natančno po pokrajini. Le Kompoljskega gradu ni in ga ni bilo ne v času pisateljevega življenja niti veliko prej. O njem je živelo sporočilo, a to ni imelo s povestjo nobene zveze.

### Rojenica
- Vsebina

Koporčev Jurca je dobil sina in ko se je vračal iz krčme, kjer je proslavil veseli dogodek, je v pijanosti zagledal rojenico, ki je sinu napovedala veliko prihodnost. Toda zgodba  se je obračala drugam. Sinu, ki ga je Jurca najprej namenil za gospodarja, na tihem celo za škofa, je pri študiju spodletelo. Postal je pisar na bližnjem uradu. Nato so ga poklicali v vojsko, kar je v Jurci sprožilo nove upe, saj je rojenica napovedala, da bo njegov sin imeniten mož in ko bo umrl bo šel za njegovim pogrebom sam cesar. Toda v naglem zasuku sledi še zadnja postaja navzdol; beden pogreb vojaškega prostaka na daljnem Dunaju, klavrna zadnja pot krste, ob kateri se po naključju ustavi cesar in mrtvemu nakloni svoj pozdrav. Napoved rojenice se je res izpolnila, toda povsem drugače, kot jo je nekoč doživel pijani Jurca.
- Interpretacija

V zgodbi Rojenica odkrijemo sledi starejše slovenske proze, predvsem v sestavinah ljudskega pesniškega izročila. V zgodbi nastopita rojenica - bajeslovno bitje, ki človeku ob rojstvu napove usodo in vaški original, črednik Omahnež, ki prerokuje, zdravi z zagovori ljudi in živino.
Vendar odnos do obeh figur ni niti naiven niti romantičen: rojenica nastopi le kot privid v pijanosti, posebnežu Omahnežu ljudje sicer mnogo verjamejo, vendar je v resnici le navaden berač. Obe figuri sta v literaturo postavljeni  realistično.
Gre za zgodbo velike iluzije in hrepenenja kvišku, ki ju življenje zlomi v poraz. Človek je nemočen sredi stvarnosti, v katero ga je postavilo življenje in njegovo hrepenenje kvišku je čisto zaman.
- Nastanek slike in prva objava

Slika je prvič izšla leta 1884 v Ljubljanskem zvonu. O ozadju zgodbe ne vemo ničesar. Pisateljev sin Anton Kersnik meni, da se je  tudi tu pisatelj oprl na resnični pripetljaj, le da ga je po svoje predelal. Slika postavljena v bližnjo okolico Brda pri Lukovici, in sicer v vas Gradišče, oddaljeno kilometer in pol od Lukovice. Tudi imena oseb so zajeta iz tamkajšnjega okolja, najbolj živo po resnični osebi je opisan vaški zagovarjalec Omahnež.

### V zemljiški knjigi
- Vsebina

V večernem vzdušju navadne vaške krčme sta se pogovarjala advokat Pavlin in zdravnik Sever. Preganjala sta dolgčas  s pogovorom o Znojilčevem posestvu. Zgodba je govorila o nekem očetu, ki je imel dva sinova. Ta oče je nenadno umrl, še prej pa je napisal oporoko, po kateri je posestvo dobil starejši sin Tomaž, doto pa sta dobila mlajši sin Matevž in rejenka Lajda. Tomaž se je oženil, mlajša dva sta šla služit, njuna dota se je vknjižila na posestvo in to je bila prva vknjižba v zemljiški knjigi. Tomaž je na posestvu gospodaril dobro in slabo, kakor je nanesla letina, denarja pa je bilo vedno manj. Matevž je čez nekaj let ostal brez dela in je prišel za hlapca na Tomaževo posestvo. Na semnju je srečal Lajdo, ki je ravno dopolnila osemnajst let in po srečanju je začel hoditi k njej na posestvo, kjer je služila. Lajda je zanosila in rodila sina Lukca.  Matevž  je dal na otroka prepisati svojo doto in odšel v tujino. To je bila druga vknjižba v zemljiško knjigo. Lajda je umrla, Lukca je vzel na posestvo Tomaž. Tomaževi kmetiji je šlo čedalje bolj navzdol. Ko je umrl še Lukec, je njegova dota pripadla državni blagajni – erarju in erar  je tožil Tomaža za ta dolg. To je bila tretja knjižba v zemljiški knjigi. Ker Tomaž denarja ni imel je moral posestvo prodati. Kupec Znojilčevega posestva je bil advokat Pavlin, ki v krčmi pripoveduje zgodbo, ki jo je  pred tem razbral iz treh vknjižb v zemljiško knjigo. 
- Interpretacija

V tej sliki se je Kersnik osvobodil tradicionalnih okvirov vaške povesti. Obrat od bogate zunanje fabulistike k neznatnim dejstvom vsakdanje resničnosti je bil zelo opazen. V središču njegove pozornosti je bil navaden uradni akt – izpisek iz zemljiške knjige. Dogajalni čas je fragmentiran, imamo nekaj časovno razmeroma oddaljenih izsekov, ki so urejeni sintetično, enopramensko, usmerjeno v konec. Pisatelj je skrbno pazil na časovno označevanje, čeprav je ostajal skop v poročanju o dogajanju in vsem drugem.
Naturalistični dokumentacijski pristop k leposlovni obravnavi življenja je bil za slovensko prozo radikalna novost. Glavno izhodišče zgodbe tu ni bil več človek, temveč banalno neznaten uradni akt. Kersnik je s tem pristopom  razširil predmetno področje slovenske pripovedne umetnosti in literarne estetike. Njegova programska odločitev se je na tem mestu približala osrednjemu razvojnemu toku sodobne evropske proze. Njegov moderni determinizem pa se ni obrnil v francosko biološko, temveč v izrazito socialno smer.
- Vplivi

V Ljubljanskem zvonu je leta 1883 izšla razprava F. Celestina Naše obzorje. Avtor, ki  je prišel iz šole ruske realistične kritike, je odločno nastopil proti tisti prozni tradiciji, ki je še vedno stregla romantični zanimivosti pripovedovanja in značajev. Zavzel se je za realistično in kritično prikazovanje sodobnega življenja zlasti na podeželju. Pri tem je opozoril na vrsto težkih gospodarskih in socialnih problemov, ki so uničevali slovenskega kmeta (na njegov usoden stik z gospodo, na rastoče zadolževanje, na nespametne ženitve brez ustrezne gmotne podlage, na škodljive delitve posestev, na pravdarsko strast itd., skratka na kmetovo dramatično borbo za obstanek ter na njegovo proletarizacijo).
V zemljiški knjigi lahko odkrijemo razmeroma močan odmev Celestinovega realističnega in socialno kritičnega programa, saj gre za motiv popolnega propada kmečkega posestva in postopne proletarizacije.
Med Kersnikovim delom in Celestinovim programom pa so tudi bistvene razlike. Celestinove pobude zasledimo v Kersnikovi tematiki, medtem ko je pisateljevo globlje doživetje socialnega problema v marsičem drugačno. Celestinove teze o odkrivanju ogrožujoče resničnosti in razširjanju človekovega obzorja se stekajo v optimistično perspektivo, v prepričanje, da je možna tudi človekova zmaga nad silami, ki ga ogrožajo. Kersnik pa tej optimistični ideji ni sledil.
- Nastanek slike in prva objava

Slika je prvič izšla v  Ljubljanskem zvonu leta 1884. Čeprav ni nikakršnih korespondenčnih podatkov o tem, kako je slika nastala, lahko skoraj z gotovostjo sklepamo, da je pisatelj naletel na snov zanjo v svoji notarski pisarni. Mogoče je, da se mu je zamisel porodila prav ob branju takega izpiska iz zemljiške knjige, kakor ga navaja v črtici. To nam potrjuje uvodni dialog med advokatom dr. Pavlinom, zastopnikom pisateljevih nazorov in zdravnikom dr. Severjem. V njem je dovolj jasno povedano, kje moramo iskati  gradivo za sliko. V prizadetosti, s katero govori Kersnik tu o poeziji, skriti v »prašnih suhih aktih«, ne tiči le težnja po izpovedi realistične miselnosti, iz nje začutimo tudi močno osebno doživetje, ki ga je prevzelo, ko je prebiral črke uradne listine.

### Mačkova očeta
- Vsebina

Črtica govori o Mačkovih, in sicer o treh generacijah očetov oziroma sinov. Stari Maček je živel s sinom na kmetiji, kjer je še gospodoval, ko pa je že zelo ostarel, so ga le prepričali, da je kmetijo zapustil sinu. Ko je sin zagospodoval, se staremu Mačku ni godilo več dobro, saj ga je sin pretepal, veliko so se prepirali, tako da je stari oče naposled zapustil svoj dom in odšel k sosedovim. Kmalu je umrl, še prej pa je zahteval od sina svojih 20 goldinarjev, ki jih je zapustil sosedovim. Toda tudi sinu se na stara leta ni godilo dobro. Sam je imel sina in ko mu je zapustil kmetijo, se mu je zgodilo enako kot očetu. Sin ga je pretepal, tako da je tako kot oče preživel svoje zadnje dni pri mladem sosedovem Matevžu. Sin je torej vrgel očeta čez prag, kakor je on sam na začetku zgodbe naredil svojemu očetu.Sin in oče sta imela enako usodo in končala na enak način. Pregovor za to sliko velja "Ti očeta do praga sin tebe čez prag". 
- Interpretacija

Kersnikov realistični pogled na življenje v tej sliki dobi že nekoliko značilnosti naturalizma. Kmečki človek nima idealnih čustev in hotenj, v njem deluje ena sama strast, boj za goli obstanek in borno imetje. Posestvo je tisto, kar določa človekovo usodo, je tisto ob čemer živi in pade celotna kmetova eksistenca, tako gmotna kot duhovna. Posestvo ne druži, temveč odtujuje najbližje ljudi. Kmečki človek je do kraja zapet in zaprt. Njegovi stavki so čisto vsakdanji in skopi. Skrivajo beraštvo, nemočen ponos, skrb za ogroženi obstanek in globoko nezaupanje do gosposkega človeka. Tu je Kersnik mojster moderne karakterizacije, ki zmore z na videz nepomembnimi detajli stvarnosti izpovedati neko človeško pomembno in bistveno vsebino. Tu ni patosa besed, je le patos stvarnosti.
- Nastanek slike in prva objava

Slika je prvič izšla v februarski številki Ljubljanskega zvona leta 1886. Dogodki, o katerih Kersnik pripoveduje v Mačkovih očetih, so se pletli v neposredni bližini Brda pri Lukovici, pravzaprav tik pod njim. »Pri Mačku« se je reklo pri kajži v zaselku Selu št. 25. Posestvo je mejilo na Kersnikovo zemljo, zato je res kar pravi pisatelj: »Maček je naš sosed in gotovo je malo dni v letu da bi na sprehod ne šel mimo…« Od obeh glavnih oseb, pa je po resničnosti naslikan le mlajši Maček, starejši je umrl, ko je bil Kersnik še otrok. Obstajajo pa pripovedi o tem, da je starejši Maček res imel navado ustavljati kadilce in jih prositi za tobak, prav tako še o tem, da ni noben Maček umrl na svojem domu.

### Mohoričev Tone
- Vsebina

Tone si je s poroko z vdovo, Mohoričevo Marjano, priženil polgrunt, po svojem očetu je dobil le doto. Marjana je imela rejenko Cilko, svojih otrok nista imela. Ker jim je šlo slabo je Tone potreboval posojilo, dogovoril se je z bratom Šimnom, da pride živet k njim in si od njega izposodi njegovo doto po očetu. Šimon se je takoj zaljubil v Cilko. Kmalu so ga vpoklicali v vojsko, preden je odšel je dejal, da v primeru da se ne vrne, zapušča svojo doto Cilki.  Čez čas je umrla Marjana. Ker se Šimon dolgo ni vračal, so vsi mislili da je mrtev.  Tone in Cilka sta ostala sama v hiši. Poročila sta se, da bi utišala zlobne jezike. Kmalu zatem je Cilka povila otroka. Takrat pa se je vrnil Šimon.  Šimon je bil nad Cilkinim otrokom in zakonom zelo presenečen, celo jezen je bil. Odločil se je terjati od zakoncev doto. Ker denarja nista imela, so oklicali prodajo posestva. Cilka je v nesreči stala možu ob strani in ga bodrila, da bodo že kako, čeprav je imela pred poroko rada Šimna. Preden se je posestvo prodalo, se je Šimon zapletel v pretep, zaradi katerega je umrl, pred smrtjo pa je uspel narediti oporoko, v kateri je doto zapustil zakoncema.  Tako sta ostala na posestvu in naslednjega otroka poimenovala po Šimnu.
- Interpretacija

Tej sliki je v uvodu Kersnik nadel oznako »naša mala povest«. V njej sta oba pola Kersnikovega oblikovanja realistični in idealistični, prišla v drugačno razmerje. Kmečki človek se na robu življenjske preizkušnje povzpne iz svoje ujetosti v imetje in grunt. V njem zmaga pokončna volja in plemenito čustvo, ki zmore vztrajati nad lastninskimi zakoni družbe. Boj za posest, ki tare, razdvaja in uničuje kmečke ljudi, Kersnik tokrat razreši s pomočjo človekovih moralnih moči. Povest se konča z zmago človekove delovne volje. Svoj realistični pogled na življenje je tokrat omejil in pustil popolno zmago idealnim, celo tradicionalnim težnjam. V ta namen je uporabil tudi vrsto nenadnih naključij, ki vsa po vrsti služijo srečnemu izidu povesti.
- Nastanek slike in prva objava

Slika je bila prvič objavljena v  Ljubljanskem zvonu leta 1886. Iz dopisovanja med Levcem in Kersnikom izvemo, da je slika nastajala kar nekaj časa in da je imel pisatelj težave s koncem zgodbe. »Predramatična je, zato je ne morem kar s kolom pobiti ali končati«, je zapisal v pismu. Želel je ohraniti realističnost in prepričljivost ter razplesti dogodke tako, da ne bi učinkovali preveč nasilno ali presenetljivo. Težnja po uveljavitvi etičnega ravnovesja v zgodbi v tem smislu, da se dobro plačuje in slabo kaznuje, se je morala umakniti spoznanju, da razsoja življenje o naših čustvih in naših usodah drugače,  bolj zapleteno, kakor nas uči racionalistična logika. In ker je moral Kersnik vendarle »pobijati s kolom«, da je razvozlal dramatično zaostrena nasprotja med osebami, je zamahnil po človeku, ki ni bil etično nič slabši od drugih, a čigar nesreča je bila v tem, da ga je življenje samo vrglo pod kolo in ga zmlelo. In ravno ta postopek je v Kersnikovem ustvarjanju nekaj novega.

### Otroški dohtar
- Vsebina

Mana je bila otrok  brez staršev a z bogatim posestvom. Po smrti staršev sta zanjo skrbela Molekova, ki sta jo vzgajala, z največjo skrbnostjo sta bdela tudi nad njenim posestvom, ga oddajala in popravljala, denar od posestva pa pridno varčevala za Manino prihodnost. Nabral se je lep kupček denarja. Ker svojih otrok nista imela, se je Mani obetalo, da ji bosta Molekova zapustila tudi svoje posestvo. Tako je veljala za bogato nevesto. Ko je dopolnila devetnajst let, si je po lastnem čustvu izbrala človeka, s katerim se je želela poročiti.  Ker je bila mladoletna in ker  si je izbrala človeka, ki je bil kovač in ne kmet in brez velikega premoženja, se je njeni želji postavil po robu najprej Molek.  Peljal jo je k otroškemu dohtarju - varstvenemu sodniku, tudi ta je bil ogorčen nad zamislijo o taki poroki, celo prepovedal jo je. Toda Mana je vztrajala pri svojem hotenju in čustvu. Istega leta je zanosila, Molek je s časom popustil. Šel je prosit sodnika, naj poroko vendarle dovoli a sodnik je ostal neizprosen. Zavrnjena je bila celo Molekova pritožba. Mana je pod težo te odločitve hirala in nazadnje po porodu otroka umrla. Tako je postala žrtev svoje bogate lastnine, njen otrok pa novi varovanec sodišča.
- Interpretacija

Osrednji motiv slike ustreza Celestinovemu programskemu priporočilu (Naše obzorje, Ljubljanski zvon 1883), da naj pisatelj prikazuje kmeta v stiku z gospodo. Usodo glavne osebe je Kersnik vklenil v  sistem pravnih zakonov tedanje družbe. Zaznamovanje z imetjem je nekoliko drugačno, človeka ne uniči propad posesti, temveč nezmožnost razpolaganja z njo. Za ceno človekove sreče jo varuje družbeni red. Kersnikovo kritično prikazovanje podeželskega birokrata in njegovega uradovanja v imenu pravice je brezobzirno. Njegove odločitve izhajajo samo iz dveh motivov: iz misli na veliko Maničino posestvo, ki bi se mu smel približati le premožen  ženin in pa iz osebne uradniške ambicije, ki za vsako ceno hoče uveljaviti svojo voljo. Človečnost in moralna moč Kersnikovega kmeta (Moleka) sta v tej zgodbi še izrazitejši. Molek namreč najprej tudi sam nasprotuje poroki, ko pa se omehča, gre prosit sodnika naj poroko dovoli in ko ne uspe, zažene tak hrup, da ga da sodnik celo zapreti.
Spremenjeni pogled na kmečki svet je vnesel znatne spremembe tudi v pisateljev stil: v nekaterih opisih Molekovih situacij opazimo lahkotno, hudomušno noto, sodnikov jezik je juridično suh. 
- Nastanek slike in prva objava

Slika je prvič izšla v Ljubljanskem zvonu leta 1887. Pokrajinska podoba v pripovedi je posneta po vaškem okolju iz Kersnikove domače okolice, najbrž po zaselku Podkraju pri Tuštanju v moravški dolini, del pripovedi pa se plete kar na Brdu (pri Lukovici) samem, v  tamkajšnjih sodnih prostorih. Neposredno poseganje uradniškega sveta v kmetsko življenje vzbuja vtis, kakor da je pisatelj našel snov in idejo v svojem poklicnem področju.
Ugibanja o tem, ali je »otroški dohtar« posnet po resnični osebi ostanejo nerazjasnjena, bolj vodijo k predpostavki, da je Kersnik ustvaril podobo, ki bi se jo dalo zaradi splošno tipičnih potez pripisati marsikateremu tedanjemu mlademu sodniku na podeželju.  Zato je slika vzbudila v sodnih krogih veliko nejevolje.

### Kmetska smrt
- Vsebina

Planjavec je bil trden mož. Imel je tri, že odrasle sinove in hčer, pa vendar ni mislil prepustiti gospodarjenja na kmetiji sinu, dokler je še imel kaj moči. Nekega dne se je namenil popraviti streho, zakuril je ogenj nad katerim je vil brezove trte, da bo z njimi privezal slamo na streho. Takrat pa ga je »vrglo božje« in padel je v ogenj. Odnesli so ga v hišo, vendar mu ni bilo več pomoči. Vsi so vedeli, da bo umrl, tudi Planjavec. A smrti ga ni bilo strah. Poklicali so tri može, da je lahko napravil testament. Premišljeno je narekoval kaj naj komu pripade in kaj je treba plačati, nato pa je umrl.
- Interpretacija

Zgodba predstavlja umetniški vrh slik. V pričujoči zgodbi je Kersnik dosegel najvišjo stopnjo pripovedne zbranosti okoli enega samega prizora – umiranja starega Planjavca. Trda skrb za obstanek grunta pa je poglavitno gibalo kmetove zavesti do zadnjega trenutka. Tej skrbi podreja vse ostalo. Žilavost s katero kmet vztraja sredi trdega življenja ter moč, s katero sprejema smrt, zbuja občudovanje. Gre za spoznanje, da je v kmetovem naravnem in čisto neherojskem doživljanju smrti heroizem posebne vrste, pomembna človeška veličina.
Gre za izrazit primer naše klasično realistične proze. Od ostalih Kersnikovih kratkih pripovednih del se loči po tem, da je osredinjena na eno osebo in njen značaj, na časovno in prostorsko zoženost. Izraz je strogo funkcionalen. Skopa govorica zunanjih dejstev prikaže kmetovo notranjost z bistvene strani. Ni lirično-čustvene podloženosti, ki je za Kersnika značilna
- Nastanek slike in prva objava

Prvič je slika izšla v  Ljubljanskem zvonu leta 1890. V nasprotju z vsemi slikami zbranimi v ciklu je edino Kmetska smrt povsem brez zgodbe, prava slika,  izrez iz življenja. Dogodek je pisatelj opisal kakor ga je doživel. Snovi za sliko si verjetno ni izmislil, nanjo ga je opozorilo življenje. Po vtisu ki ga dobimo iz slike, je bil priča dogodku, katerega je upodobil. To je verjetno tudi zato, ker je bil kot notar neredko v kmečkih hišah, da je uradno potrdil umirajočim gospodarjem njihovo poslednjo voljo.
Krajevno je dogodek postavljen v bližino Lukovice, na samotno kmetijo na Planjavi, tik pod Limbarsko goro. Prizorišče je orisano le v bežnih obrisih, a vendar kljub vsemu dovolj nazorno, da ne moremo dvomiti v pristnost opisa. Tudi osebe, zlasti stari Planjavec, so zajete iz resničnega okolja in prenesene v sliko v svoji pravi podobi.

### Mamon
- Vsebina

Šimon Greben se je rodil v majhni vasici imenovano Selo. Hodil je v šolo in bil je zelo bister in učen fant. Njegova želja je bila postati duhovnik. Pisal je tudi zapiske o svojem premoženju z naslovom Zaklad mojega imetja. Skrbno je popisal vsak denar ki ga je dobil in popisal je trinajst knjižic. Na koncu se je nabralo nekaj tisočakov. Danes ne ve nihče ničesar o njem, znano je samo tisto kar je zapisal v zapisnikih. Umrl je kot župnik, ubogo in prazno, njegovo premoženje pa se je po zakonu delilo cerkvi, revnim in sorodnikom. Slika se zaključi s tem, da pripovedovalec zgodbe pogled z zaprašenih aktov usmeri ven skozi okno v jasen dan in uzre ščinkavca ki žvrgoli na lipi in se ne meni za to ali je kaj zrnja pod njo ali ne.
- Interpretacija

Zgodba z naslovom Mamon po svoji snovi na prvi pogled niti ne sodi v skupino zgodb iz kmečkega življenja, vendar je po svojem osnovnem življenjskem problemu, ustvarjalni metodi in obliki kmetskim slikam zelo blizu. Gre za izsek iz življenja nekega duhovnika, je biografija in oznaka vikarjeve osebnosti oblikovana iz dejstev iz njegovega življenja. Pisatelj je izbral metodo dokumentacijskega pristopa k zgodbi individualne usode. Iz zaprašenih aktov se izlušči življenjska pot človeka, ki si je v svojem boju za obstanek izbral zmagovito pot, a v lakomnosti izgubil svojo človečnost. V kontrastu se razodene tisto, kar je za Kersnika bistveno. Eno je nekompromisno, skrajno realistično opazovanje življenja, drugo pa hrepenenje v poetično lepoto, ki osvobaja neznosne resničnosti. Mamon predstavlja tekst, v katerem sta se obe težnji najbolj izostrili in oddaljili ena od druge.
V tej sliki doživlja klasični realizem svoj notranji razkroj, objektivistične in subjektivistične tendence v doživljanju sveta se skrajno napno in dokaj vidno napovedo obe bodoči smeri slovenske proze: naturalizem in novo romantiko.
- Nastanek slike in prva objava

Prvič je slika izšla v Ljubljanskem zvonu leta 1891, kot prvi del cikla Iz sodnih aktov. Cikla Kersnik kasneje ni nadaljeval in glede njega ne vemo nič določenega niti o vzgibih, ki so ga rodili niti o snoveh, ki jih je Kersnik v njem nameraval obdelati. Lahko pa sodimo na podlagi tega, kar nam pove naslov sam in dokazuje zgodba o Mamonu, da se je Kersniku porodila misel, da bi sestavil zbirko drobnih, na zunaj z vodilnim motivom rahlo povezanih slik, res ob prebiranju starih sodnih aktov. O tem, da je teza sprejemljiva in celo dokazljiva, pričajo podatki v črtici, a tudi drugi viri. Zgodba o Mamonu, ali natančneje biografija vikarja Šimna Grebena, ni izmišljena, je le umetno postavljena v nekakšen pripovedni okvir. Da je imel Kersnik mnogo gradiva te vrste v rokah kot notar, saj je take zapiske celo zbiral, nam pričajo razne listine v njegovi zapuščini.

## Ponatisi
Tako kot je bilo v zadnji tretjini devetnajstega stoletja povsem običajno, je tudi Kersnik svoje spise, razen romana Na Žerinjah, objavljal v nadaljevanjih, včasih skrit za psevdonimi, v tedanji periodiki, največ v Ljubljanskem zvonu, katerega solastnik je bil, pa tudi v Slovenskem narodu in drugod.
Nepopolni zbrani spisi Janka Kersnika so najprej v sešitkih in nato v knjigah začeli izhajati tri leta po njegovi smrti. Od leta 1905 do leta 2002 so Kmetske slike izšle enaindvajsetkrat, pri različnih založbah in ob spremnih besedah različnih literarnih teoretikov in zgodovinarjev. Prvi je o Kersniku in o Kmetskih slikah pisal Ivan Prijatelj v monografiji Janko Kersnik, njega delo in doba leta 1914, kasneje so spremne beseda k izdajam Kmetskih slik pisali še Boris Paternu, Anton Ocvirk, Viktor Smolej, Iztok Ilich in Gregor Kocijan. Slednji je leta 2009 pri ZRC SAZU izdal tudi monografijo o Janku Kersniku.

## Prevodi
Pisatelj je doživel prevode vrste svojih del v nemščino in nekatere slovanske jezike.
Rojenica:
- J. Kersnik : Sudička; Slovanski Sbornik, 1886 (prevedel Ognjislav)
- J. Kersnik : Rojenica; Südst. Post VI, 1886, št. 86 in 88 (prev. B. K-k)
- J. Kersnik : Die Rojenica; Agramer Tagblatt, jun. 1897 (prev. Fr. Vidic)
- J. Kersnik : Rođenica; Odabrana dela (Jugoslovenski pisci, knjiga XIII), 1950, 122

V zemljiški knjigi:
- J. Kersnik : Im Grundbuche; Aus fremden Zungen, 1896 (prev. Fr. Vidic)
- J. Kersnik : U gruntovnici; Brankovo Kolo, 1897, št. 23 (prev. A. Gavrilović)
- J. Kersnik : Iz zemljišnih knjiga; Odabrana dela (Jugoslovenski pisci, knjiga XIII), 1950, 115

Mačkova očeta:
- J. Kersnik : Mačkova očeta; Stražilovo, 1886 (gl. LZ 1887, 57)
- J. Kersnik : Die Väter Maček; Agramer Tagblatt, maja 1897 (prev. Fr. Vidic)
- J. Kersnik : Dva oca; Odabrana dela (Jugoslovanski pisci, knjiga XIII), 1950, 129

Mohoričev Tone:
- J. Kersnik : Mohoričev Tone; Stražilovo, 1886 (gl. LZ 1887, 57)
- J. Kersnik : Mohoričev Tone; Agramer Tagblatt, dec. 1897 (prev. F. Vidic)

Otroški dohtar:
- J. Kersnik : Der Kinderdoktor; Agramer Tagblatt, junija 1897 (prev. Fr. Vidic)
- J. Kersnik : Dečji lekar; Odabrana dela (Jugoslovenski pisci, knj. XIII) 1950, 134

Kmetska smrt:
- J. Kersnik : Der Tod des Bauern; Agramer Tagblatt, februar 1898 (prev. Fr. Vidic)